# Cota de la Croix Neuve
La cota de la Croix Neuve és un port de muntanya que corona als 1.084 msnm i que es troba al damunt la vila de Mende, a la Losera. Des del 2005 un petit tram de l'ascensió és anomenada Montée Laurent Jalabert, en record a la victòria que Laurent Jalabert va obtenir en la 12a etapa del Tour de França de 1995. Des de Mende la cota té 3,1 quilòmetres de llargada, a una mitjana del 10,1%.

## Aparicions al Tour de França
La cota de la Croix Neuve ha estat superat en sis edicions pel Tour de França, sent la primera el 1995 i la darrera el 2022.
| Any  | Etapa | Categoria | Inici etapa               | Final etapa | Primer al cim           |
| ---- | ----- | --------- | ------------------------- | ----------- | ----------------------- |
| 2022 | 14    | 2         | Saint-Étienne             | Mende       | Michael Matthews (AUS)  |
| 2018 | 14    | 2         | Saint-Paul-Trois-Châteaux | Mende       | Omar Fraile (FRA)       |
| 2015 | 14    | 2         | Rodés                     | Mende       | Thibaut Pinot (FRA)     |
| 2010 | 12    | 2         | Lo Peatge de Pisançon     | Mende       | Joaquim Rodríguez (CAT) |
| 2005 | 18    | 2         | Albi                      | Mende       | Marcos Serrano (ESP)    |
| 1995 | 12    | 2         | Sant-Etiève               | Mende       | Laurent Jalabert (FRA)  |

## Altres curses
Aquesta ascensió ha estat emprada en altres curses ciclistes, com ara el Gran Premi del Midi Libre, el Tour del Llenguadoc-Rosselló, el Tour de l'Avenir, el Tour del Gavaudan o la París-Niça.